# Мась, Оксана Николаевна
Оксана Николаевна Мась (род. 5 сентября 1969 году, Ильичёвск, Одесская область, Украинская ССР) — украинская художница.

## Биография
Оксана Мась (год рождения 1969) - художник, гуманист, философ, теоретик и исследователь архитектуры и искусства.
Оксана родилась в Одессе, Украина. Окончила в 1986 ильичевскую Школу искусств, затем отучилась в художественном училище им. Грекова (1992) и в Одесском государственном университете им. Мечникова, где получила степень бакалавра изобразительных искусств. С 2014 года Мась также является магистром философских наук, с 2019 - бакалавром декоративного-прикладного искусства и реставрации.
Оксана Мась, как настоящий художник и философ, исследует ткань мира, в котором мы живем. Она справляется с вызовами и проблемами нынешнего времени, выходя за рамки привычных культурных традиций - ее восприятие основано на умении придавать значение и самобытному, и общемировому. Оксана Мась - мультидисциплинарный художник: она работает в различных техниках, таких как живопись, скульптура, инсталляция и видео.
За 30 лет карьеры художника, Мась принимала участие в более чем 100 групповых и персональных выставках, арт-ярмарках, художественных дискуссиях. Про ее работу пишут такие влиятельные кураторы и арт-критики, как Акилле Бонито Олива, Джанетт Цвингенбергер и Сандрина Бандера.  
Произведения Оксаны Мась находятся в Коллекции Немецкого Банка, Фонда Виктора Пинчука, MMoMA, Фонда Культуры “Екатерина”, а также в более чем 2000 частных коллекциях Европы, Америки и Азии, её произведения продавались на Christie’s и Sotheby’s.
В 2011 году Оксана Мась выставляет беспрецедентное по масштабам произведение POST VS. PROTO RENAISSANCE в рамках 54ой Венецианской Биеннале совместно со знаменитым куратором Акилле Бонито Олива. Public Art произведение состоит из сотен тысяч расписанных вручную яиц, которые позже станут частью другого проекта художницы Райские Яйца Мась. Через эти партисипаторные инициативы Оксана Мась объединяет и активирует сообщества по всему миру. Через увлекательное и обогащающее занятие - коллекционирование искусства, Мась собирает самые разные голоса планеты в интерактивный диалог, в котором каждый голос является частью большего.
Её творчество имеет неоднозначную оценку: одни критики считают его конъюнктурным, другие восхищаются ее смелым взглядом и ее работами. Оксана Мась выставляется на мировых арт-ярмарках, её произведения продают на Christie’s и Sotheby’s. Проект «Алтарь наций», представляющий украинский павильон, и «Квантовая молитва» были выставлены соответственно на 54‑й и 55‑й Венецианской биеннале.
Джанетт Цвингенбергер - кандидат наук (Jeanette Zwingenberger Ph.D) историк искусства, арт-критик, член Международной ассоциации художественных критиков (ICAC - International association of art Critics), куратор в Париже. Преподаватель университета Париж I Пантеон-Сорбонна:
"Компоненты инсталляции Мась POST VS. PROTO RENAISSANCE заставляют зрителей задуматься над непростыми вопросами: "Как все взаимосвязано? Как мы относимся друг к другу и миру, в котором мы живем?". Ее искусство способствует осмыслению и осознанию этого".
Произведения художницы находятся в таких важных собраниях, как Коллекция Немецкого Банка (Deutsche Bank Collection), Фонд Виктора Пинчука (Victor Pinchuk Foundation), Музей MMoMA и во многих других. Выставки Мась проходят на таких знаменитых площадках, как Музей Сальвадора Дали в Фигерасе, 54-й и 53-й Венецианской Биеннале в Италии, галерея Триумф в Москве, здание аукционного дома Sotheby's в Милане и Christie's в Лондоне, музей MAGA в Милане, музей Шарджа в ОАЭ, Armory Show в Нью-Йорке и Art Basel в Майами, FIAC в Париже, Frieze Art Fair в Лондоне.
Оксана Мась живет и работает в Испании.

## Список основных выставок
- «Oksana Mas. Spiritual cities» (Sotheby’s, Милан, Италия), 2018 г., персональная выставка
- «Oksana Mas. Spiritual cities» (Музей MA*GA, Галарате Италия), 2017 г., персональная выставка
- COSMOSCOW - 2016 (моностенд Международной арт-галереи «Эритаж»)
- «Women and Art» (5-я биеннале женского искусства, Музей современного

искусства, Шарджа, ОАЭ), 2014 г.
- 55 Венецианская Биеналле, Венеция, Италия, Проект «Glasstress», 2013 г.
- White Light/White Heat (проект «Glasstress», 55 Венецианская Биеналле,

Лондон, Великобритания), 2013 г.
- Sotheby's (Предаукционная выставка, Лондон, Великобритания), 2009 г., 2013 г.
- Christie's (Предаукционная выставка, Лондон, Великобритания), 2013 г.
- МАS&PICASSO (Монте-Карло, Монако), 2012 г.
- 54 Венецианская Биеналле (Венеция, Италия) проект Post vs Proto-Renessans, 2011 г.
- АРТ Москва (Москва, Россия), 2006, 2007, 2008, 2009, 2010 гг.
- Fiac (Париж, Франция), 2007, 2008, 2009, 2010 гг.
- ARCO (Мадрид, Испания), 2010 г.
- Art Dubai (Дубай, ОАЭ), 2006, 2008, 2009, 2010 гг.
- The Armory Show (Нью-Йорк, США), 2009 г.
- «MAS.» (Московский Музей Современного Искусства, Москва, Россия), 2008г, персональная выставка
- Движение. Эволюция. Искусство. (Культурный фонд «Ekaterina», Москва,

Россия), 2007 г.
- Art Basel Miami (Майами, США), 2007, 2006 гг.
- Галерея Aidan (Групповые выставки художников, Москва, Россия), 2005

2009, 2010 гг.
Специальные проекты:
- Проект «Феномен эпидермизма», приз независимых критиков на 65 Кинофестивале в Локарно, Швейцария, 2012
- «Сферы Добра и Духовного Возрождения» Maсь Оксаны установлены на центральной авеню Монте-Карло Henri Dunant. Монако, 2011

## Премии и награды
- 2012 — международная премия «Золотой кувшин» за аудио-визуальную инсталляцию «Феномен епидермизма»[4].

## Интервью с художницей
- Оксана Мась: «На создание копии знаменитого Гентского алтаря мне понадобится 3 миллиона 480 тысяч яиц»
- Оксана Мась: В среднем я пишу 50 картин в год